# August Witkowski

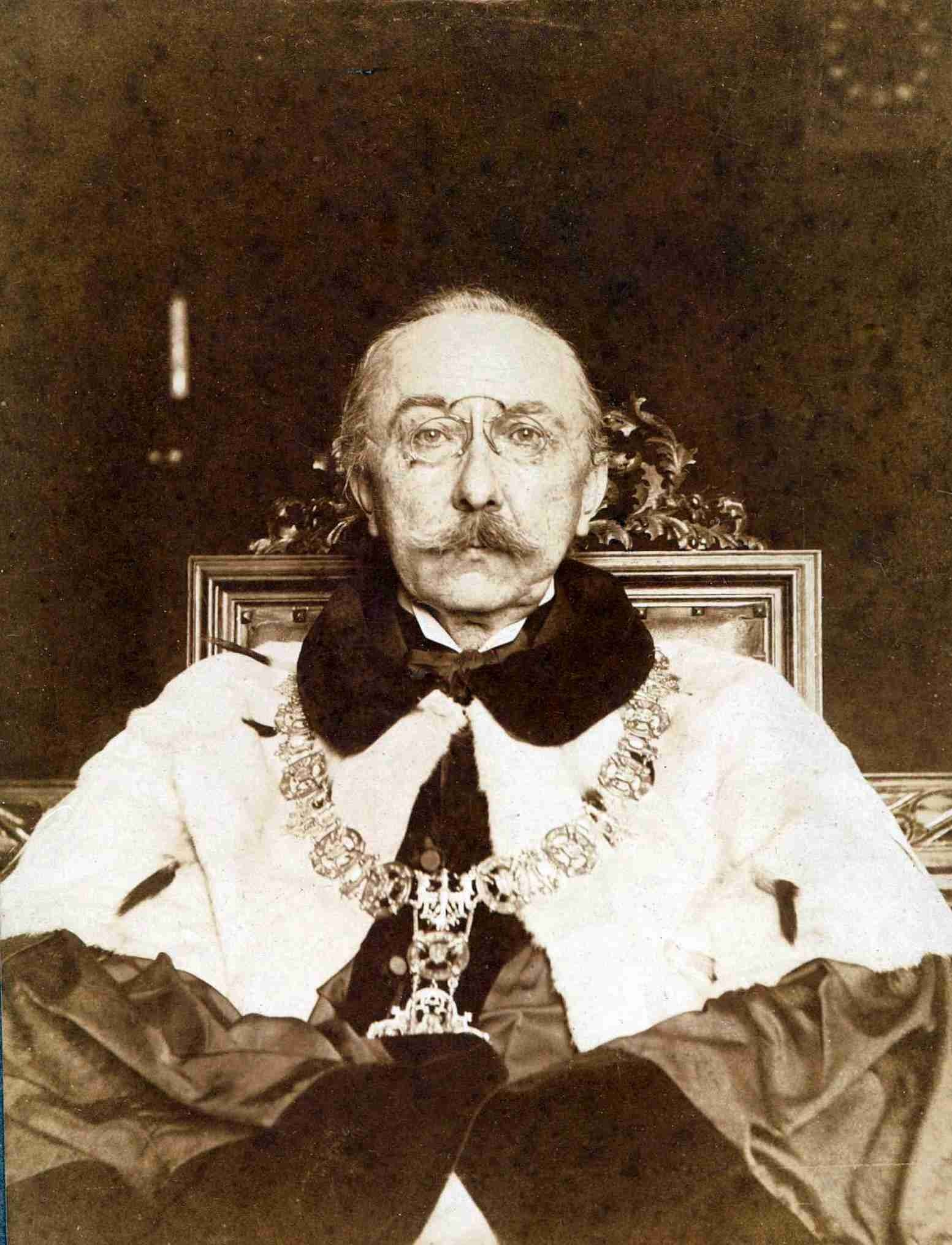
August Witkowski jako rektor Uniwersytetu Jagiellońskiego, lata 1910–1911

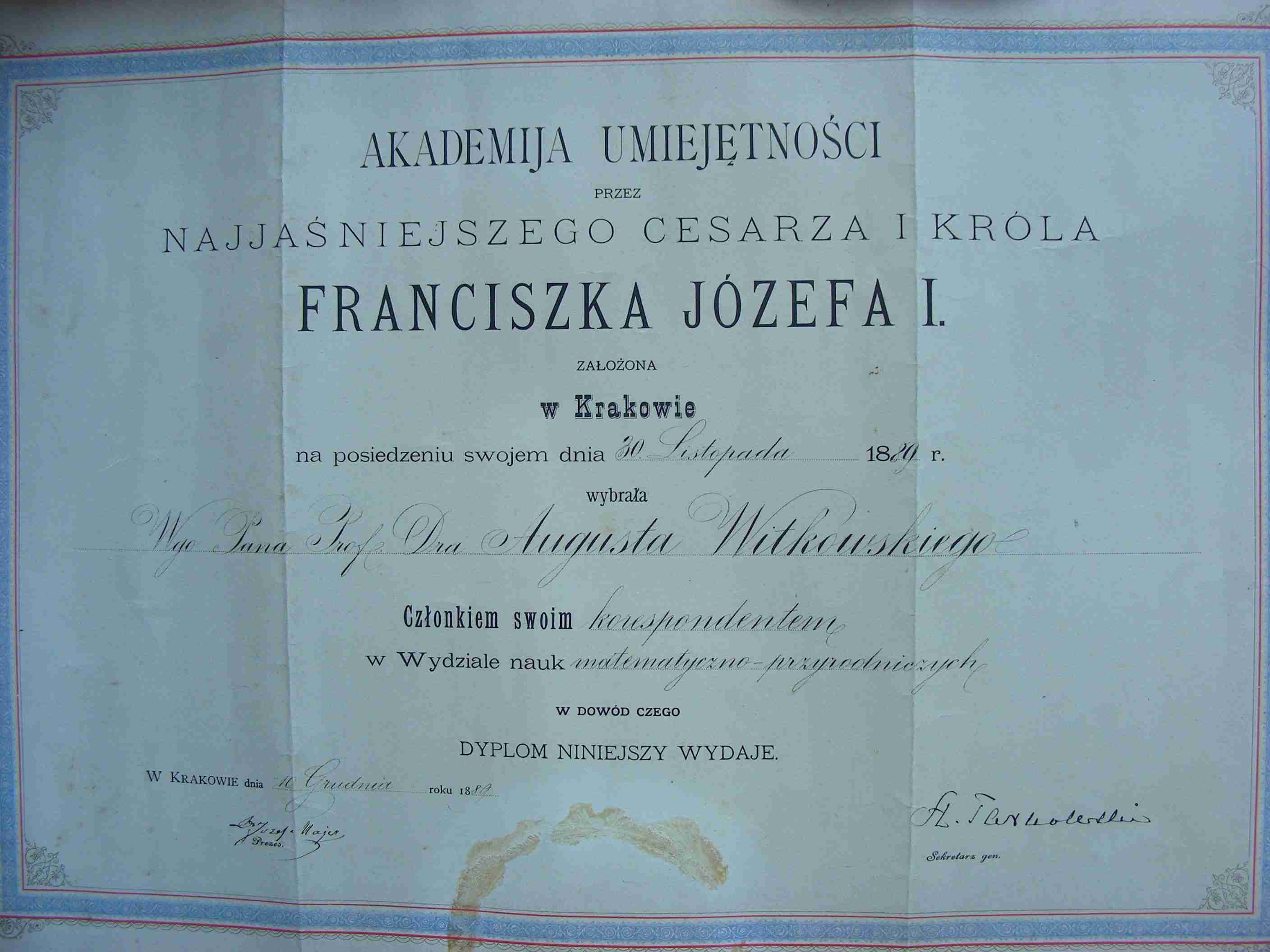
Dyplom Augusta Witkowskiego, jako członka korespondenta Akademii Umiejętności w Krakowie, 1889

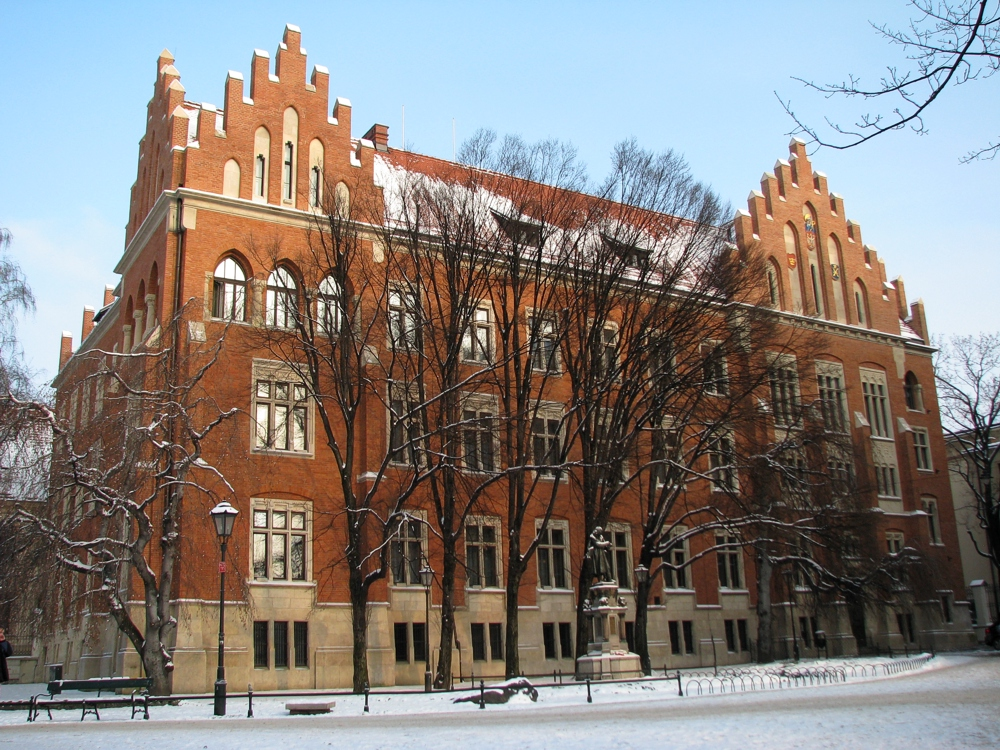
Collegium Witkowskiego (dawne Collegium Physicum – w 2017 – Wydział Historyczny Uniwersytetu Jagiellońskiego, Kraków ul. Gołębia 13)

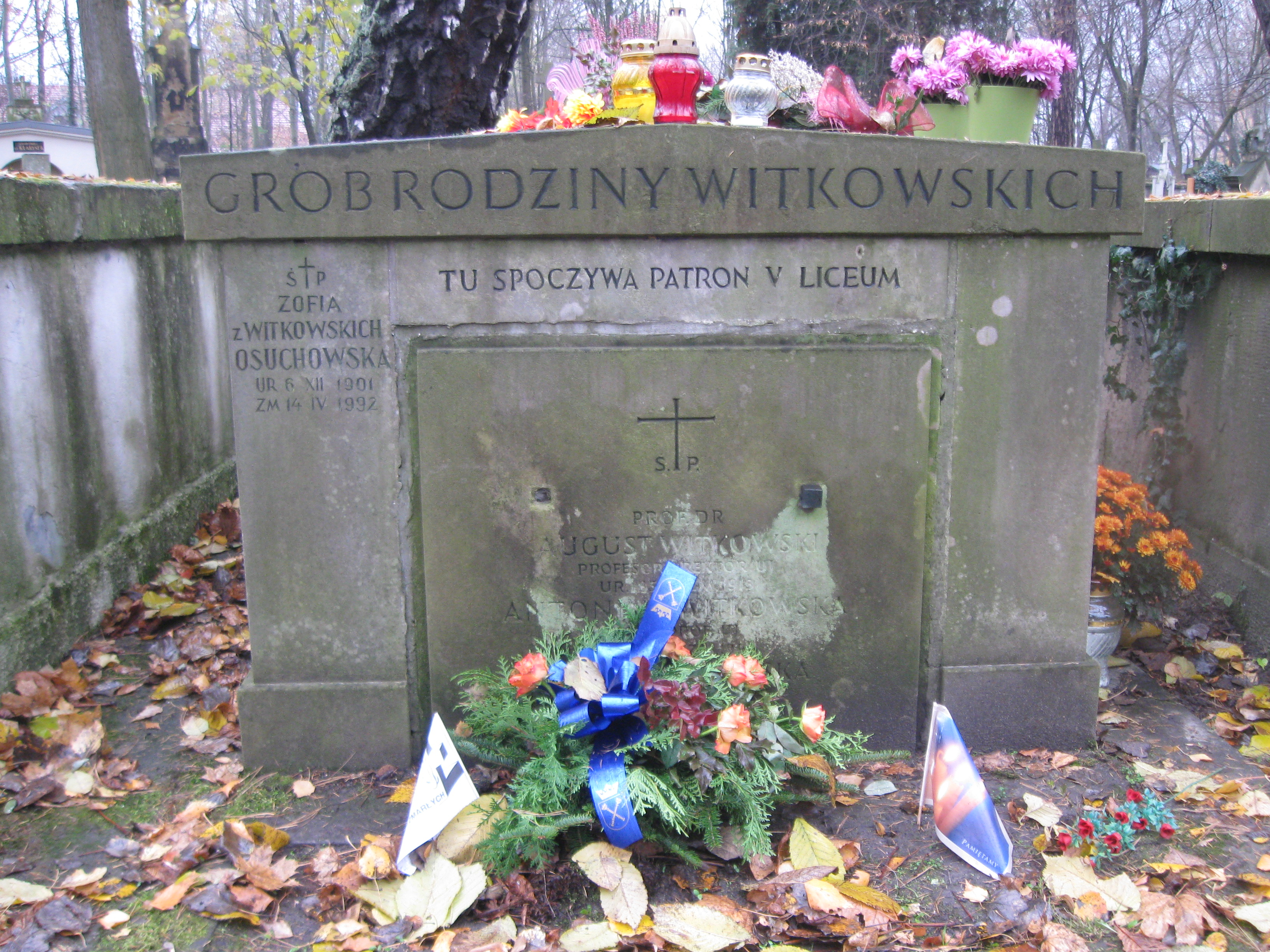
Grobowiec Augusta Witkowskiego na cmentarzu Rakowickim

August Wiktor Witkowski (ur. 12 października 1854 w Brodach, zm. 21 stycznia 1913 w Krakowie) – polski fizyk, rektor Uniwersytetu Jagiellońskiego w Krakowie. Zięć Piotra Stefana Seifmana.

## Życiorys
Był synem urzędnika bankowego, szkołę realną i gimnazjum ukończył w Brodach, dalej kształcił się we Lwowie. Maturę zdał w 1872 i zapisał się na Wydział Inżynierii lwowskiej Akademii Technicznej. Studia ukończył w 1877 uzyskując dyplom inżyniera zostając równocześnie asystentem w Katedrze Geodezji. Zapisał się także na Uniwersytet im. Jana Kazimierza, gdzie studiując matematykę i fizykę uzyskał tytuł nauczyciela szkół realnych. Wydział Krajowy widząc znakomite wyniki postanowił ufundować dla Witkowskiego stypendium zagraniczne. Na 2 lata wyjechał on do Berlina, gdzie studiował pod kierunkiem Gustava Kirchhoffa, a następnie udał się na roczne stypendium do Anglii, gdzie był uczniem Williama Thomsona. W 1881 powrócił do kraju, a rok później uzyskał habilitację. W 1884 został profesorem Politechniki Lwowskiej uzyskując w wieku 33 lat w 1887 tytuł profesora zwyczajnego. W 1888, po śmierci Zygmunta Wróblewskiego, władze Uniwersytetu Jagiellońskiego zaproponowały Witkowskiemu objęcie Katedry Fizyki, w tym samym roku przeniósł się do Krakowa. W roku 1892 został doktorem honoris causa Uniwersytetu Jagiellońskiego, a w 1912 także Politechniki Lwowskiej.
W 1889 został członkiem korespondentem (zob.: kopię dyplomu po lewej), a w 1893 został członkiem rzeczywistym Akademii Umiejętności w Krakowie. Od 1889 zabiegał o wybudowanie nowego Zakładu Fizyki UJ, co udało się po przeszło 20 latach starań. W rezultacie w 1912 otwarto pierwszy nowoczesny Zakład Fizyki na ziemiach polskich. W 1910 został odznaczony za wybitne osiągnięcia Orderem Żelaznej Korony III klasy oraz na rok akademicki 1910–1911 został rektorem Uniwersytetu Jagiellońskiego. W tym czasie na uczelni doszło do zajść i strajku. 
Zajmował się głównie fizyką doświadczalną, choć opublikował kilka prac z zakresu fizyki teoretycznej. Interesowała go przede wszystkim fizyka gazów, szczególnie w niskich temperaturach. Zajmował się także m.in. przewodnictwem elektrycznym i mechanizmem rozchodzenia się fal elektromagnetycznych.
Dewizą jego życia były słowa „Dużo wiedzieć jest rzeczą piękną, ale nierównie ważniejsze jest umieć dowiedzieć się czegoś”.
Napisał trzytomowy podręcznik Zasady fizyki, wydany w latach 1892–1912. Opracował „Zbiór tablic matematyczno – fizycznych”.
28 stycznia 1913 decyzją władz UJ został patronem Zakładu Fizyki UJ – Collegium Witkowskiego. Od 1921 jest patronem V Liceum Ogólnokształcącego w Krakowie oraz od 2005 Zespołu Szkół Drogowo-Geodezyjnych i Licealnych w Jarosławiu. W latach 1930–1957 był patronem obecnego II Liceum Ogólnokształcącego w Skarżysku-Kamiennej (obecnie im. Adama Mickiewicza).
Na XXXV Zjeździe Fizyków Polskich w Białymstoku prof. Andrzej Kajetan Wróblewski (Instytut Fizyki Doświadczalnej UW) przedstawił referat nt. „Fizyka w Polsce wczoraj, dziś i jutro” – krótką charakterystykę fizyki w Polsce XX w. Zaprezentował wskaźniki bibliometryczne, liczby dotyczące stopni i tytułów naukowych oraz liczby studentów fizyki. W podsumowaniu ocenił wkład Polaków do światowej fizyki XX w., wyodrębniając przede wszystkim – poza Marią Skłodowską-Curie (która w światowych zestawieniach jest wymieniana jako obywatelka francuska) – czterech fizyków, którzy dokonali odkryć na miarę Nagrody Nobla: Mariana Smoluchowskiego, Mariana Danysza, Jerzego Pniewskiego i Karola Olszewskiego. Wśród osiemnastu mniej zasłużonych, którzy jednak wnieśli bardzo poważny wkład do rozwoju fizyki i w pewnym okresie należeli do liderów światowej fizyki (których nazwiska są wymieniane w syntetycznych obcojęzycznych historycznych opracowaniach) znalazł się August Witkowski.
Zmarł nagle, cierpiąc od lat na chorobę niedokrwienną serca. Został pochowany 24 stycznia 1913 w grobowcu rodzinnym na cmentarzu Rakowickim (kwatera Ł, rząd płn.).

## Odznaczenia i nagrody
- Krzyż Komandorski Orderu Odrodzenia Polski (pośmiertnie, 11 listopada 1936)[7]
- Order Żelaznej Korony III klasy (Austro-Węgry, 1910)
- Nagroda Fundacji Franciszka Kochmana (1908)[8]

## Wybrane prace[9]
- Wiadomości początkowe z geografii fizycznéj i meteorologii, Warszawa, 1884[10];
- Thermomètre électrique pour les basses températures, Cracovie, 1891;
- Sur la dilatation et la compressibilité de l'air atmosphérique, Cracovie [1891], wyd. Uniwersytet Jagielloński;
- O mierzeniu niskich temperatur, Kraków, 1891, wyd. Akademia Umiejętności[11];
- O rozszerzalności i ściśliwości powietrza, Kraków, 1891, wyd. Akademia Umiejętności[12];
- Propriétes optiques de l’oxygéne liquide; wspólnie z Karolem Olszewskim, Cracovie, 1892;
- Zasady fizyki – tomy 1–3, Warszawa, 1892–1912, wyd. Księgarnia E. Wende i S-ka;
- O własnościach optycznych ciekłego tlenu, wspólnie z Karolem Olszewskim, Kraków 1893, wyd. Akademia Umiejętności;
- Sur la dispersion de la lumière dans l'oxygène liquide, wspólnie z Karolem Olszewskim, Cracovie, 1894, wyd. Uniwersytet Jagielloński;
- O własnościach termodynamicznych powietrza, 1896[13];
- O oziębianiu się powietrza wskutek rozprężenia nieodwracalnego, Kraków 1898, wyd. Akademia Umiejętności[14];
- O prędkości głosu w powietrzu zgęszczonem, Kraków, 1899, wyd. Akademia Umiejętności[15];
- O podstawach fizycznych harmonii, Warszawa 1899[16];
- Spostrzeżenia nad elektrycznością atmosferyczną w Zakopanem, Kraków 1902, wyd. Akademia Umiejętności[17];
- Tablice logarytmowe i goniometryczne czterocyfrowe, Warszawa, 1903, wyd. „Wiadomości Matematyczne”[18];
- Tablice matematyczno-fizyczne, Warszawa 1904, wyd. „Wiadomości Matematyczne”[19];
- Sur la dilatation de l'hydrogène, Cracovie 1905, wyd. Imprimerie de l’Universite;
- O rozszerzalności wodoru, Kraków, 1905, wyd. Akademia Umiejętności[20];
- Elektryczność i magnetyzm, Kraków 1905, wyd. „Kółko matematyczne”;
- O zasadzie względności, Kraków, 1909,wyd. Akademia Umiejętności[21];
- Teorya elektromagnetyczna światła, Kraków 1910, wyd. H. Scherer & K. Zurzycki.